# Tiporus collaris
Tiporus collaris är en skalbaggsart som först beskrevs av Hope 1841.  Tiporus collaris ingår i släktet Tiporus och familjen dykare. Inga underarter finns listade i Catalogue of Life.